# BIBSYS
BIBSYS er et norsk statsligt organ, der er leverandør af produkter og bibliotekstjenester primært til Nasjonalbiblioteket og institutioner inden for universiteters- og højskolesektoren.
BIBSYS er et organ under Kunnskapsdepartementet og indgår administrativt som en afdeling i Norges teknisk-naturvitenskapelige universitet i Trondheim, men har en egen bestyrelse med medlemmer, der er udpeget af Kunnskapsdepartementet.
BIBSYS startede I 1972 som et samarbejdsprojekt mellem Det Kongelige Norske Videnskabers Selskabs bibliotek, det daværende Norges Tekniske Høgskoles bibliotek og Regnesenteret ved det daværende Norges Tekniske Høgskole, med det formål at automatisere interne biblioteksrutiner. BIBSYS har siden udviklet sig til at blive leverandør af et nationalt bibliotekssystem for norske afdelings- og forskningsbiblioteker.

## Eksterne links
- BIBSYS' hjemmeside Arkiveret 3. december 2017 hos  Wayback Machine